# Цецорская битва
Цецо́рская би́тва (польск. Bitwa pod Cecorą) — одно из сражений Польско-турецкой войны (1620—1621) между войсками Речи Посполитой (при поддержке мятежных молдавских войск) и Османской империи (при поддержке ногайцев):344, сражение длилось с 17 сентября по 7 октября 1620 года у села Цецора в Молдавии, недалеко от реки Прут. Закончилась поражением коронного войска и гибелью его командующего:568.

## Предыстория

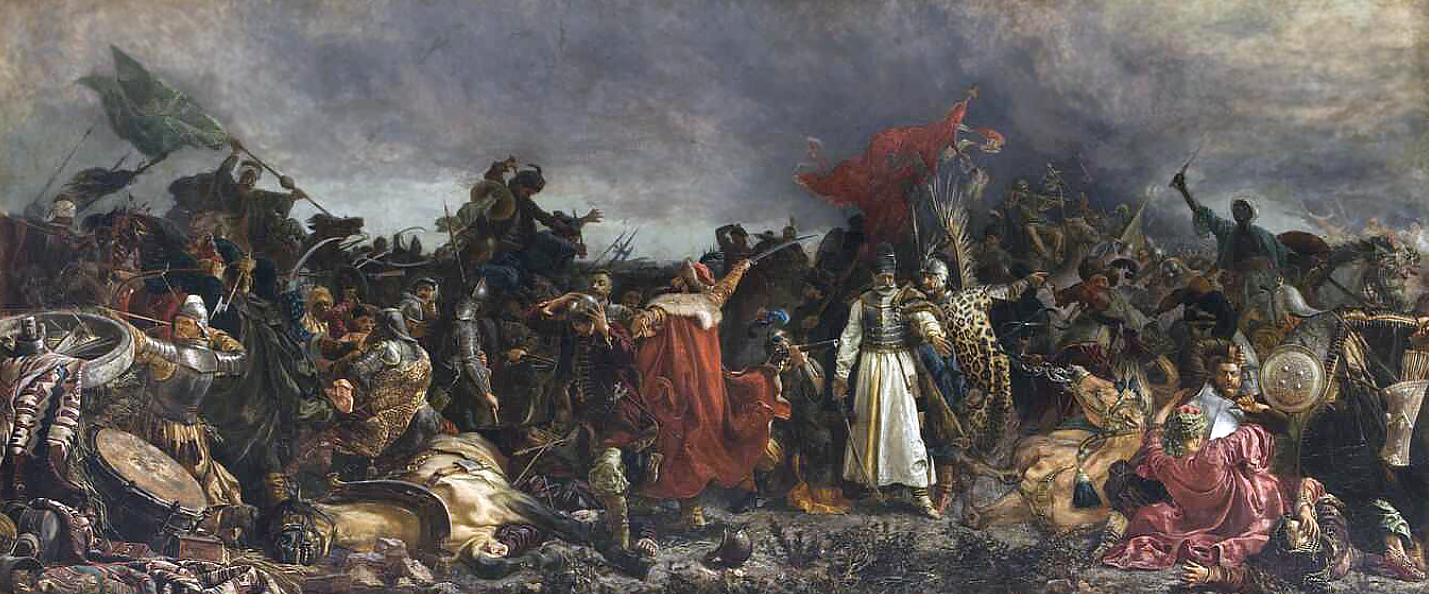
«Цецорская битва». Худ. Витольд Пивницкий (1878)

Из-за провала дипломатической миссии Речи Посполитой в Константинополе и нарушения обеими сторонами Бушского мирного договора (поскольку казаки и татары продолжали свои набеги через границу) отношения между османами и Речи Посполитой быстро ухудшились в начале 1620 года. Обе стороны начали готовиться к войне, так как ни одна из них не была к ней готова в то время. Османы объявили войну Речи Посполитой в 1620 году и планировали напасть весной 1621 года. Сейм Речи Посполитой отказал в финансировании войска, о которых просили гетманы. Тайный совет сената, наконец, убежденный представителем Габсбургской монархии, решил предоставить войска Речи Посполитой в 1620 году, хотя многие члены сейма считали, что польско—литовские силы не были ни достаточными, ни полностью подготовленными. Гетман Станислав Жолкевский, которому к тому времени было уже за 70 лет (поскольку политика Речи Посполитой не допускала возможности принудительного ухода с государственных постов, таких как гетманский), предвидел грядущее противостояние с Османской империей и решил встретить османские войска на чужой территории, причём Молдавия была очевидным выбором. Однако султан отправил Искендера-пашу в Молдавию, чтобы сместить тамошнего господаря Гаспара Грациани, который вступил в союз с Речи Посполитой:341.
Гетманы Жолкевский и Конецпольский повели армию в Цуцору (Цецора в польских источниках), чтобы сразиться с ордой хана Кантемира. Армия насчитывала от 5000:342 до 9000 (2000 пехоты, но только около 1600 казачьей кавалерии:344), причём основу войска составляли хоругви магнатов Станислава Конецпольского, Самуила Корецкого, Януша Заславского, Мартина Казановского, Валентия Александра Калиновского, Миколая Потоцкого и др. Армия вошла в Молдавию в сентябре. Молдавский господарь Гаспар Грациани, номинально вассал Османской империи, решил восстать и поддержать Речь Посполитую в войне против османов. Грациани убил янычар в Яссах, посадил в тюрьму посланников султана Османа II (который приказал отстранить его от власти и привезти в Стамбул), а затем приготовился бежать, но был принуждён Жолкевским присоединиться к польско-литовскому лагерю:344. Однако многие молдавские бояре покинули лагерь, чтобы защитить свои собственные поместья от разграбления недисциплинированными войсками магнатов Речи Посполитой, другие решили подождать и посмотреть, каков будет исход, чтобы потом присоединиться к победившей стороне, а третьи присоединились к туркам:344. Следовательно, только около 600 — 1000 молдаван появились в лагере войска Речи Посполитой. Жолкевский приказал армии двигаться к укрепленному лагерю (сохранившемуся со времён предыдущих войн) в Цецоре.
С турецкой стороны бейлербей Очакова Искандер-паша привёл с собой около 10 тысяч османских солдат и до 25 тысяч крымских и ногайских татар, а также отряд, присланный трансильванским князем Габором Бетленом.
Украинский историк М. С. Грушевский определяет численность собственно польского войска в 5000 человек, к которым присоединились 1600 казаков, присланные гетманом П. К. Сагайдачным, доводя общую численность турецко-ногайской армии до 60 000 чел. Историк Сечи Д. И. Яворницкий, опираясь на сведения летописи Самуила Величко, указывает на возможное участие в сражении престарелого запорожского гетмана Самойло Кошки.

## Ход сражения

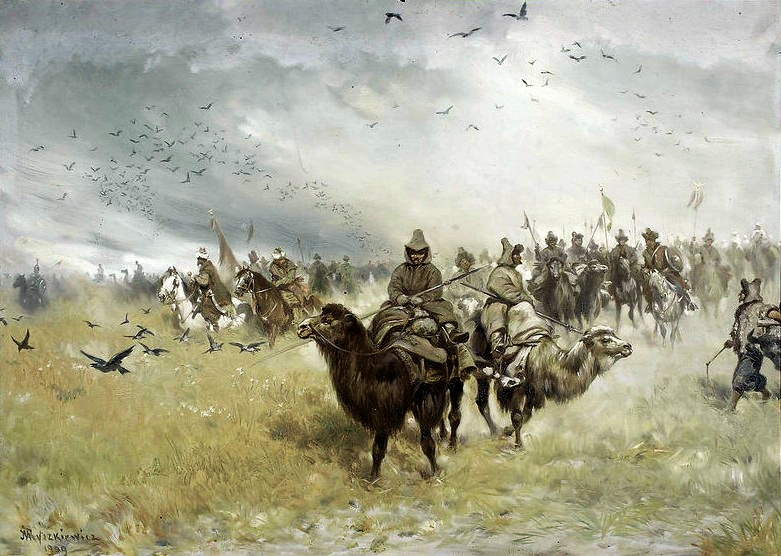
Крымские татары в битве при Цецоре. Худ. Юзеф Рышкевич (1909)

10 сентября под Цуцорой (близ Ясс, Румыния) армия Речи Посполитой столкнулась с татарскими и османскими войсками, а также валашскими отрядами (13000–22000 человек) под командованием Искендер–паши, бейлербея Очаковского. В войско османского султана входила также армия Габора Бетлена:342. Татарские войска застали врасплох войска Речи Посполитой и взяли много пленных. В первый же день боев, 18-го сентября, большинство восставших молдаван решило перейти на османскую сторону и быстро атаковало польско-литовский фланг. Наёмникам и их главарям-магнатам не хватало ни дисциплины, ни морального духа для битвы. Станислав Конецпольский командовал правым флангом войск Речи Посполитой во время последовавшего сражения.
19 сентября стало ясно, что польско-литовские войска потерпели поражение, хотя им всё ещё удавалось удерживать свои позиции. Конецпольскому с трудом удалось предотвратить распад армии, и 20 сентября, после очередного неудачного боя, военный совет, ввиду численного перевеса османов, высказался за отступление. Некоторые из военачальников коронного войска, например Стефан Хмелецкий, бежали из лагеря, что вызвало панику в войске Жолкевского. 29 сентября войска Речи Посполитой прорвались сквозь ряды османов с вагенбургом и начали отступление. Однако после того, как Гаспар Грациани подкупил нескольких магнатов, отряды магнатских войск начали разбегаться, а некоторые наёмные кавалеристы запаниковали и тоже побежали. У гетмана осталось всего около 4300 человек. Это была прелюдия к грядущим событиям. Последовательные атаки во время отступления, в том числе особенно ожесточённые 3 октября, были отбиты, но войсковые части начали распадаться, как только солдаты увидели Днестр и польско-литовскую границу.
С небольшим отрядом гетман начал отступление, взбираясь на горы, спускаясь в долины, переправляясь через речки и продолжая при этом сражаться с врагами. Он был уже недалеко от границы с Речью Посполитой, около Могилёва на Днестре, когда 6 октября 1620 года, по какому-то поводу, в его лагере произошло сильное замешательство. Этим воспользовались турки и ударили по лагерю коронного войска. Во время очередного тяжёлого боя 6 октября большая часть магнатов и шляхты прорвалась и бежала на север:344, оставив пехоту и лагерь, тем самым решив судьбу всей экспедиции: большая часть оставшихся польско-литовских войск была перебита или взята в плен. В последовавшем сражении погибли сам Станислав Жолкевский, его духовник отец-иезуит Симон Виберский, Валентий Александр Калиновский, Чигиринский сотник Черкасского полка Войска Запорожского Михаил Хмельницкий. Многие другие, как, например, Станислав Конецпольский:344, Самуил Корецкий, Николай Струсь, Николай Потоцкий, Ян Жолкевский, Лукаш Жолкевский, Станислав Ревера Потоцкий, Мартин Казановский и молодой Богдан Хмельницкий были взяты в плен. Перед смертью  Станислав Жолкевский получил благословение своего духовника, отца Симона Виберского, который стоял рядом с ним до конца 7 октября. По приказу буджакского бея Кантемир-мурзы отрубленная голова гетмана вместе с его седлом и саблей были посланы султану Осману II в Стамбул.

## Итоги
Примерно от 1000 до 1500 человек из войска Речи Посполитой смогло уцелеть в этом сражении, после своей победы татары вторглись в Подолию, Волынь и Малую Польшу:344. Гаспар Грациани был схвачен и убит боярами, а господарем Молдовы стал Александр IV Ильяш.
Окрылённый такой важной победой, по совету великого визиря Али-паши и Габора Бетлена, Осман II решил, что он может укрепить своё правление или даже расширить своё государство. В 1621 году армия из 200–250 тысяч османских солдат, включая ветеранов битвы под Цецорой, во главе с Османом II двинулась от Эдирне к границе Речи Посполитой. Османы, одержав победу в битве при Цецоре, возлагали большие надежды на дальнейшее завоевание Европы. Однако литвинский военачальник Ян Кароль Ходкевич переправился через Днестр в сентябре с примерно 35 000 польско-литовскими войсками и казаками и укрепился у Хотинской крепости, преграждая путь войску османов. Под Хотином более месяца (2 сентября – 9 октября) Ходкевич сдерживал орды султана до первого осеннего снега . Позднее время года и потери приблизительно 40 000 человек в сражении вынудили Османа II начать переговоры. За несколько дней до отступления осман престарелый великий гетман Ходкевич скончался от болезни в крепости (24 сентября 1621 года). Битва зашла в тупик, и в результате был подписан Хотинский мирный договор, он предоставил некоторые уступки Речи Посполитой, но удовлетворил некоторые требования османов (см. Хотинская битва).
Осман II обвинил янычар в поражении, они обвинялись в отсутствии рвения и «вырождении». Его меры по модернизации османского войска встретили противодействие со стороны янычар и консервативных кругов. 18 мая 1622 года в Стамбуле вспыхнуло восстание, возглавленное янычарами и студентами медресе, и Осман II был свергнут; два дня спустя он был убит мятежниками.

## Описания современников
Битва описывается в мемуарах белорусско-литовского шляхтича Самуила Маскевича:

«В сем же году, не знаю с какого повода, великий гетман и коронный канцлер Станислав Жолкевский и полевой гетман Николай Конецпольский отправились с коронным войском против турок в Валахию. Они расположились лагерем при Цецоре. Все войско их состояло из 6000 человек, считая и нанятых за деньги и выставленных сенаторами и панами... Было в нем сверх того несколько украинских валахов. Догадывались, что наши двинулись в Валахию, в угождение цесарю для удержания турок, шедших на помощь протестантам, с коими он в то время воевал. Турецкое войско также подступило к Цецоре: им предводительствовал Скиндер-паша. Тут же много было и татар под начальством калги. Наши сражались с неприятелем несколько дней, и хотя были гораздо слабее в силах, однако ж с помощью Божьею, весьма успешно отбивали его напор. Только несогласие, неминуемое следствие зависти и свoeвoлия охотников, которых в войске было не мало, исторгло победу из наших рук; а впоследствии довело нас до погибели.
После нескольких битв, когда силы неприятельские были известны, а в нашем войске господствовал уже раздор, паны гетманы лучше бы сделали, если бы уклонились от решительной битвы: утомив врагов частыми вылазками и стычками, самою медленностью могли б победить их. Они поступили иначе: опасаясь, чтобы войско, обуреваемое распрями, не разбрелось в разные стороны, вывели его из лагеря, в котором оставили одну стражу, и ударили на врагов. Бой продолжался с утра до вечера. Долго счастье не склонялось ни на ту, ни на другую сторону: впрочем турки более нас понесли урона. Уже под вечер враги всеми силами устремились на правое крыло наше и смяли его: наши не могли устоять, обратились в бегство, миновали лагерь и вплавь пустились на конях чрез Прут. Гетманы, видя, что правое крыло рассеялось, свели прочее войско в лагерь в добром порядке; вскоре наступила ночь, и с нею всеобщая тревога. Между тем Калиновский, староста Каменецкий, бывши с людьми своими в том крыле, которое разбито, человек надменный и спесивый, но видно не из числа храбрых, как скоро наступил мрак, тотчас с отрядом своим удалился из обоза, без ведома и воли гетмана...
Удаление Калиновского произвело в лагере великую тревогу: думали, что и гетманы также намерены бежать, оставив лагерь в жертву неприятелю; все войско взволновалось и бросилось на коней. Гетман, сведав о бегстве Калиновского и о всеобщем смятении, сел на коня и поехал по всему лагерю от полка к полку, от роты к роте, ободряя и утешая воинов; а чтобы лучше его видели, приказал зажечь все свечи, сколько их было. Появление гетмана многих удержало от бегства; но большая часть ушла за Калиновским. В следующий день Жолкевский удостоверился, что с остальным войском не было надежды одолеть столь многочисленного неприятеля; по сему решился отступить табором к Днестру. Он шел целые шесть дней; наши день и ночь отбивались от врагов, изнуренные голодом и еще более бессонницею и трудами в битве беспрерывной...

До Днестра оставалось уже не более одной мили. Тут крестьяне, бывшие в войске, и пахолики, жадные добычи, замыслили как можно скорее перебраться: разграбили имение гетмана, захватили коней товарищей, которые между тем пешие сражались с турками, прорвали лагерь, чем открыли дорогу врагам, и пустились бежать. Такое самовольство погубило и людей злочестивых и все войско. В лагере некому было обороняться: все бросились в рассыпную, моля Бога о спасении. Легко вообразить, как ужасно было наше поражение, и как велико торжество неприятеля. Сам гетман пал в битве; Корецкий, Струсь, два сына Жолкевского, Фаренсбах и многие другие взяты в плен; остальных посекла сабля турецкая. Из тысячи едва один спасся...»

## Память
- Спустя несколько лет на месте битвы в память гетмана Жолкевского поставлен был памятник — четырёхгранная колонна, которая просуществовала до второй половины XIX века.
- Битва под Цецорой увековечена на Могиле неизвестного солдата в Варшаве, надписью «CECORA 18 - 29 IX 1620».

## Погибшие в битве
- Гетман Жолкевский
- о. Симон Виберский — его духовник
- Валентий Александр Калиновский — староста винницкий и брацлавский.
- Михаил Хмельницкий — отец Богдана Хмельницкого.